# 邵斯
邵斯（法語：Augustin Chausse；1838年2月19日—1900年10月12日）是天主教法國籍主教及巴黎外方傳教會會士。曾任廣東宗座代牧區宗座代牧（1886年-1900年）。

## 生平
邵斯出生于1838年2月19日，在法蘭西王國上盧瓦爾省的市鎮沃萊聖迪迪耶。1859年9月30日，他在20岁時加入巴黎外方传教会。1860年10月18日，他被派遣前往中国两广地區传教。1862年6月14日，邵斯在24岁時晉鐸。
1880年12月16日，邵斯在42岁時獲時任教宗良十三世任命为廣東宗座代牧區助理宗座代牧，領銜突尼斯卡普薩教區。1881年7月25日，由廣西宗座監牧區宗座監牧富於道主教主禮晉牧。1886年4月5日，明稽章主教在法國去世，48岁的邵主教自動成為廣東宗座代牧區宗座代牧。
邵主教任内，完成广州石室圣心主教座堂的工程。他分別於1891年主禮晉牧司立修為廣西宗座監牧及襄禮晉牧和主教為香港宗座代牧。
1900年10月12日，邵斯主教在英屬香港伯大尼修院去世，享年62岁。